# Vanessa Lane
Vanessa Lane (New York, 14 ottobre 1983) è un'attrice pornografica statunitense, la cui carriera si è svolta tra il 2004 ed il 2012.

## Biografia
La Lane è cresciunta nello Stato di New York. La sua famiglia era molto conservatrice, e in casa loro si suonava solo musica religiosa e country. Ha quattro fratelli.
I suoi genitori la incoraggiavano a partecipare alle attività della scuola, tra cui il coro, il teatro e la pratica di diversi sport. Tra essi, la corsa campestre, la ginnastica e il cheerleading. Era anche l'unica ragazza nella squadra di wrestling della scuola.

## Carriera
Diciottenne, iniziò a lavorare come spogliarellista. La professione la portò ad esibirsi in diversi locali della costa orientale, del Golfo del Messico ed infine in California. Incontrò in seguito la pornostar Alexis Amore che la introdusse nell'ambiente. Il suo primo film per adulti fu per Rod Fontana e la Doghouse Digital.
Ha lavorato anche fuori dall'ambito della cinematografia per adulti, apparendo in un episodio di Dr. 90210 in cui il Dr. Robert Rey si rifiutava di praticarle un'operazione di chirurgia plastica ai seni per la sua abitudine a fumare.

## Vita privata
La Lane pratica yoga e pilates per aumentare la flessibilità del suo corpo, caratteristica molto apprezzata dai produttori. Mantiene solidi legami con la famiglia d'origine: mantiene agli studi un fratello ed ha aiutato i genitori a restaurare la casa in cui è cresciuta.

## Riconoscimenti
- 2006 AVN Awards nomination – AVN Best All-Girl Sex Scene (Video) – Vault of Whores (con Sammie Rhodes, Sunny Lane, Hillary Scott, Courtney Simpson e Victoria Sin)[5]
- 2006 AVN Awards nomination – AVN Best New Starlet
- 2006 Fans of Adult Media and Entertainment Awards nomination – Favorite Oral Starlets[6]
- 2007 Fans of Adult Media and Entertainment Awards nomination – Favorite Oral Starlet[7]
- 2007 Fans of Adult Media and Entertainment Awards nomination – Favorite Ass[7]
- 2008 Fans of Adult Media and Entertainment Awards nomination – Favorite Oral Starlet[8]

## Filmografia
- All She Wants And More (2004)
- All Tied Up (2004)
- Altered Assholes 1 (2004)
- Ashton's Auditions 3 (2004)
- Asseaters Unanimous 6 (2004)
- Attention Whores 1 (2004)
- Beef Eaters 1 (2004)
- Beverly Hills Party Girls (2004)
- Blow Me Sandwich 6 (2004)
- Butts 2 Nuts 2 (2004)
- Caliente Cuties 1 (2004)
- Collision Course (2004)
- Cum Eating Teens 1 (2004)
- Cum Sumption Cocktails (2004)
- Dementia 1 (2004)
- Dirty Dreams (2004)
- Double Play 2 (2004)
- Eat My Feet 1 (2004)
- Finding Tushyland (2004)
- Fresh New Faces 5 (2004)
- Fuck Doll Sandwich 2 (2004)
- Fucking Assholes 3 (2004)
- Gag Factor 16 (2004)
- Gob Swappers 1 (2004)
- Hi-teen Club 10 (2004)
- Howard Ramone's Bada Bimbos 5 (2004)
- I'll Do Anything for You 3 (2004)
- Lexie and Monique Love Rocco (2004)
- Lingerie Sluts 1 (2004)
- Love Thy Neighbor (2004)
- Naughty Little Nymphos 15 (2004)
- Nurse Naughty Girl (2004)
- Outgunned (2004)
- Pussy Farts (2004)
- Rock Hard 1 (II) (2004)
- Sexual Rhythm (2004)
- She Swallows 14 (2004)
- Suckers 4 (2004)
- Teen Anal POV 2 (2004)
- Throat Bangers 5 (2004)
- Top Notch Anal Bitches (2004)
- Welcome to the Valley 5 (2004)
- Wet Dreams Wet Panties (2004)
- Wet Pink and 18 (2004)
- XXX Rated 2 (2004)
- 18 and Hitchhiking (2005)
- 2 Fast for Ass (2005)
- Absolute Ass 5 (2005)
- AGP: All Girl Protection (2005)
- American Cream Pie 1 (2005)
- Anal Authority 1 (2005)
- Anal Twins (2005)
- Anal Vixens (2005)
- Analogy 2 (2005)
- Appetite For Ass Destruction 2 (2005)
- Art Of Ass 4 (2005)
- Ass 4 Cash 3 (2005)
- Ass Fuck 1 (2005)
- Ass Pirates (2005)
- Ass Worship 7 (2005)
- ATM City 2 (2005)
- Babes Illustrated 15 (2005)
- Big and Bouncy 1 (2005)
- Big Tease 4 (2005)
- Busty Beauties 15 (2005)
- Buttman's Vault of Whores (2005)
- California Cuties (2005)
- Captured for Cock Tease (2005)
- Circus (2005)
- College Guide How to Get More Pussy (2005)
- Crack Addict 4 (2005)
- Cum Addicts Anonymous (2005)
- Cum Drenched Tits 3 (2005)
- Cum Envy (2005)
- Cumstains 6 (2005)
- Day Without Whores (2005)
- Destroy the World 2 (2005)
- Dez's Dirty Weekend 4: Orange County Madness (2005)
- Dirty Dykes (2005)
- Door To Door Cum Stories (2005)
- Double Dip-her 2 (2005)
- Dual Invasion 2 (2005)
- Evil Bitches (2005)
- F My A 2 (2005)
- Face Fucked 1 (2005)
- Flawless 4 (2005)
- Fuck My Ass -n- Make Me Cum 4 (2005)
- Full Anal Access 5 (2005)
- Full Service 1 (2005)
- Girls Gone Skiing (2005)
- Girls Home Alone 26 (2005)
- Gobble the Goop 2 (2005)
- Gothsend 4 (2005)
- Gutter Mouths 33 (2005)
- Handjob Heaven (2005)
- Head Master 2 (2005)
- Hidden Desires (2005)
- Intensitivity 6 (2005)
- Intimate Secrets 8 (2005)
- Jack's Teen America 7 (2005)
- Justine's Red Letters (2005)
- Latin Brotha Lovers 2 (2005)
- Latin Holes 1 (2005)
- Love and Sex 2 (2005)
- Model Behavior (2005)
- Mom Likes to Hoe (2005)
- Mother Fuckers 1 (2005)
- Multiples POV (2005)
- No Man's Land 40 (2005)
- Obsession 1 (2005)
- Oral Antics 2 (2005)
- Pickup Girls 2 (2005)
- Platinum Label (2005)
- Please Drill My Ass POV Style 1 (2005)
- Please Please Me (2005)
- Pleasure 2 (2005)
- Poke Me Hard, Poke Me Right (2005)
- Private Xtreme 19: Anal Supremacy (2005)
- Pussy Playhouse 10 (2005)
- Rough and Ready 1 (2005)
- Rub My Muff 5 (2005)
- Sassy Latinas (2005)
- School Girls 3 (2005)
- Sex Sells (2005)
- Sex Wrestling Auditions (2005)
- She Takes Two (2005)
- Sodom 1 (2005)
- Stuck In The Deep End (2005)
- Stuff My Tiny Hole (2005)
- Taste Her O-Ring (2005)
- Uncle Buck (2005)
- Warning I Fuck On The First Date 3 (2005)
- Web Girls 2 (2005)
- Wet Dreams Cum True 4 (2005)
- Young Girls' Fantasies 9 (2005)
- Your Ass is Mine 2 (2005)
- 12 Nasty Girls Masturbating 8 (2006)
- 18 Yesterday 8 (2006)
- 24 Hours of Sex (2006)
- Altered Minds (2006)
- Apprentass 5 (2006)
- Ass Bandits 1 (2006)
- Ass Jumpers 2 (2006)
- Ass Reckoning (2006)
- Asstravaganza 2 (2006)
- Bachelor Party Fuckfest 1 (2006)
- Bad Wives (2006)
- Blowjob 2 Blowjob (2006)
- Boss (2006)
- Burning Lust (2006)
- Busty Beauties: All-Stars (2006)
- Butt Licking Anal Whores 2 (2006)
- Cherry Lickers 3 (2006)
- Contortionista (2006)
- Cum Play With Me 2 (2006)
- Cumstains 7 (2006)
- Cursed (2006)
- Delicious (2006)
- Dirt Bags 2 (2006)
- Dirty Girls (2006)
- Double Impact 4 (2006)
- Elegance (2006)
- Eric Hunter's Hunted 1 (2006)
- Eric Hunter's Hunted 4 (2006)
- Erotic Encounters (2006)
- Fade to Black 2 (2006)
- Flesh Hunter 9 (2006)
- Fuck Me in the Ass (2006)
- Fuck The System (2006)
- Fucking Myself 1 (2006)
- Full Service 3 (2006)
- Girl Pirates 1 (2006)
- Girls Suck 2 (2006)
- Gullible Teens 1 (2006)
- I Wanna Cum Inside Your Mom 3 (2006)
- Innocence and Dominance (2006)
- Innocent Desires 2 (2006)
- Jam It All the Way Up My Ass 2 (2006)
- Just Legal (2006)
- Licking Pussy 12 Ways 1 (2006)
- Lip Lock My Cock 2 (2006)
- Liquid Gold 12 (2006)
- Mary Carey on Fire (2006)
- Mary Carey Possessed (2006)
- Mayhem Explosions 5 (2006)
- Meet The Fuckers 4 (2006)
- MILF Attack 2 (2006)
- MILF Bonanza 2 (2006)
- Mind Blowers 2 (2006)
- More Than A Handful 15 (2006)
- My Girlfriend's Whore Friend (2006)
- My Slutty Valentine (2006)
- Naughty Office 2 (2006)
- Office Whores Behind Closed Doors (2006)
- Pick An Open Lane (2006)
- Pimp My Ride And Nail Me Inside (2006)
- Pin-Up Pussy (2006)
- Play With Me (2006)
- Porn Fidelity 6 (2006)
- POV Squirt Alert 4 (2006)
- Prying Open My Third Eye 1 (2006)
- Reincarnation Of Betty Paige 2 (2006)
- Short and Sleazy (2006)
- Smokin' Crack 3 (2006)
- Sophia's All Girl Violation (2006)
- Spanklish 2 (2006)
- Spent 3 (2006)
- Squirt Box 1 (2006)
- Strap-On Goddess (2006)
- Stuck in Reverse (2006)
- Swallowing Anal Whores 2 (2006)
- Sweet and Petite 2 (2006)
- Tailgunners (2006)
- Take Turns On My Ass (2006)
- Teacher 1 (2006)
- Teen Anal Lovers (2006)
- Throated 7 (2006)
- Up'r Class 3 (2006)
- Vanessa Lane is a Dominatrix (2006)
- Vanessa Lane's Foot Tease (2006)
- X-Cheerleaders Gone Fuckin' Nuts 3 (2006)
- XXX Pin-ups (2006)
- You Got Fucked (2006)
- Young Cum 2 (2006)
- All Girl Fantasies (2007)
- Anal Addicts 26 (2007)
- Anal Fuck Auditions 2 (2007)
- Anal Full Nelson 3 (2007)
- Anal MILFS Know How To Do It Best 2 (2007)
- Analicious (2007)
- Another Man's Wife (2007)
- Behind Closed Doors (2007)
- Behind Closed Doors (II) (2007)
- Big City Nights (2007)
- Big Wet Butts (2007)
- Bookie Nights (2007)
- Club Jenna's Casting Couch 1 (2007)
- Cocktail Hour (2007)
- Coming Home (2007)
- Cum Fiesta 4 (2007)
- Cum on Baby Bite My Wire 1 (2007)
- Demons Within (2007)
- Evil Anal 2 (2007)
- Face Sprayers 2 (2007)
- Face Time (2007)
- Fetish Factory 2 (2007)
- Girls Hunting Girls 12 (2007)
- Girls Hunting Girls 13 (2007)
- Goo Girls 25 (2007)
- House on Lovers Lane (2007)
- Hustler Hardcore Vault 2 (2007)
- I Love Kat (2007)
- Liquid Gold 14 (2007)
- Lu's Kuntrol (2007)
- Meat My Ass 7 (2007)
- Memoirs of a Madame (2007)
- MILF Slammers 3 (2007)
- Mommy Knows Best 10 (2007)
- Moms a Cheater 2 (2007)
- Nasty 3-Way Nights 2 (2007)
- Naughty Girls (2007)
- No Man's Land 42 (2007)
- North Pole 65 (2007)
- Ocean Sprayed (2007)
- Orgy Sex Parties 2 (2007)
- Orgy Sex Parties 3 (2007)
- Pretty Pussies Please 3 (2007)
- Sexxxy Oil Wrestling (2007)
- Sinners 1 (2007)
- Slave to Sin (2007)
- Slick (2007)
- Sorority Sex Kittens: Kappa Kappa Sex (2007)
- Spunk'd the Movie (2007)
- Straight Guys For Gay Eyes: Avi 3 (2007)
- Straight Guys For Gay Eyes: Eric Blaine 2 (2007)
- Straight Guys for Gay Eyes: James Biehn (2007)
- Taylor Rain: Special Edition (2007)
- Throated 12 (2007)
- Timeless (2007)
- Toys and Strap-Ons (2007)
- Ultimate Feast 1 (2007)
- Wife Switch 1 (2007)
- Woman Of The Year (2007)
- X Cuts: Dream Teens (2007)
- Young and Juicy Big Tits 2 (2007)
- American Girrrl (2008)
- Anal Maniacs (2008)
- Anal Sex 4 Dummys (2008)
- Audrey Hollander Learns Kelly Wells What Assfisting Is (2008)
- Blown Away 3 (2008)
- Buttsisters Daughters 1 (2008)
- Cali-Pornication (2008)
- Close Shave (2008)
- Double Parked (2008)
- Earl's Naughty Girls 1 (2008)
- Erotic Ghost Whisperer (2008)
- Face Bath (2008)
- Farmer's Daughters 1 (2008)
- Fetish Antics (2008)
- Gag on This 26 (2008)
- Greedy Girl 1 (2008)
- Greedy Girl 2 (2008)
- Horny Hitchhiker (2008)
- Jam It All the Way Up My Ass 5 (2008)
- Lesbians Love Sex 1 (2008)
- Lipstick Lesbian Orgy (2008)
- Meds in Bed (2008)
- Moms a Cheater 4 (2008)
- No Boys, No Toys 2 (2008)
- Nut Busters 10 (2008)
- Possessed By Sex (2008)
- She's Cumming 2 (2008)
- Sinful Fucks (2008)
- Young and Juicy Big Tits 3 (2008)
- ATM Professionals 2 (2009)
- Blown Away 2 (2009)
- Brats N' Braces (2009)
- Butthole Bitches (2009)
- Cumstains 10 (2009)
- Do Me Right 1 (2009)
- Double Time (2009)
- I'm Hot So Feel Me Touch Me 2 (2009)
- Nut Busters 11 (2009)
- 3 for All (2010)
- Assterpiece Theatre 2 (2010)
- Babes In Toyland 3 (2010)
- Butt Bangers (2010)
- Heavy Metal Teens (2010)
- My MILF Boss 5 (2010)
- My Wife Loves Threesomes 3 (2010)
- Vegas Nights (2010)
- XXX at Work 5 (2010)
- BJ Suck-A-Thon (2011)
- Dirty Politics (2011)
- Monster White Dicks (2011)
- Naughty Little Nymphos 20 (2011)
- Tag Team That Ass (2011)
- Vip Crew 4 (2011)
- Ass Lickin' Good (2012)
- Attack of the MILFs 16 (2012)
- I Teenage (2012)
- Jules Jordan: The Lost Tapes 2: POV Edition (2012)
- Lisa Ann Lesbian Milf Adventures: Mommy Needs Pussy Too (2012)
- My Dirty Home Movies 2 (2012)
- This Ain't The Artist XXX (2012)
- Three-Way MILF Mayhem 8 (2012)
- Lesbian Mafia (2013)
- Rim Job Nation 3 (2013)
- Screw Me In My Stinker (2013)